# Meant to Be
"Meant to Be" é uma canção da cantora estadunidense Bebe Rexha, contida em seu segundo extended play (EP) All Your Fault: Pt. 2 (2017) e seu álbum de estreia Expectations (2018). Conta com a participação da dupla country compatriota Florida Georgia Line e foi composta pela artista em conjunto com Tyler Hubbard, Josh Miller, David Garcia e Shama Joseph, sendo produzida por Willshire, com Joey Moi servindo como produtor vocal adicional. A faixa foi enviada para rádios mainstream estadunidenses em 24 de outubro de 2017, através da Warner Bros. Records, servindo como o segundo single do projeto.

## Lista de faixas
| Download digital |                                          |         |  |
| N.º              | Título                                   | Duração |  |
| 1.               | "Meant to Be" (com Florida Georgia Line) | 2:43    |  |

## Créditos
Todo o processo de elaboração de "Meant to Be" atribui os seguintes créditos:
Gravação e publicação
- Gravada em 2017 nos Nightbird Studios (Hollywood, Califórnia), The Glovebox (Nashville, Tennessee) e Big Loud Studios (Nashville, Tennessee)
- Mixada nos MixStar Studios (Virginia Beach, Virgínia)
- Publicada pelas empresas BMG Platinum Songs/Kiss Me If You Can Music (BMI) — administradas pela BMG Rights Management, LLC —, Big Loud Mountain (BMI), T Hubb Publishing (BMI) — administradas pela Round Hill Works — e Warner-Tamerlane Publishing Corp. em nome da Songs of the Corn e Jack 10 Publishing

Produção
| - Bebe Rexha: composição, vocalista principal, vocalista de apoio - Florida Georgia Line: vocalistas participantes, vocalistas de apoio - Tyler Hubbard: composição - Josh Miller: composição - David Garcia: composição, engenharia, bateria, programação, teclados, guitarras | - Willshire: produção - Joey Moi: produção vocal adicional, engenharia - Devon Corey: engenharia - Serban Ghenea: mixagem |

## Desempenho nas tabelas musicais
| Tabela musical (2017–18)                     | Melhor posição |
| -------------------------------------------- | -------------- |
| Alemanha (Media Control Charts)              | 62             |
| Austrália (ARIA Charts)                      | 2              |
| Áustria (Ö3 Austria Top 40)                  | 49             |
| Bélgica (Ultratip de Flandres)               | 16             |
| Bélgica (Ultratip da Valônia)                | 12             |
| Canadá (Canadian Hot 100)                    | 7              |
| Dinamarca (Tracklisten)                      | 38             |
| Escócia (The Official Charts Company)        | 6              |
| Eslováquia (IFPI Slovenská Republika)        | 28             |
| Estados Unidos (Billboard Hot 100)           | 2              |
| Estados Unidos (Pop Songs)                   | 3              |
| Estados Unidos (Adult Pop Songs)             | 3              |
| Estados Unidos (Adult Contemporary)          | 18             |
| Estados Unidos (Hot Country Songs)           | 1              |
| Estados Unidos (Country Airplay)             | 3              |
| Filipinas (Philippine Hot 100)               | 37             |
| Irlanda (Irish Recorded Music Association)   | 41             |
| Noruega (VG-lista)                           | 5              |
| Nova Zelândia (NZ Top 40 Singles)            | 5              |
| Países Baixos (MegaCharts)                   | 19             |
| Portugal (Associação Fonográfica Portuguesa) | 55             |
| Reino Unido (UK Singles Chart)               | 11             |
| Chéquia (IFPI Česká Republika)               | 26             |
| Suécia (Sverigetopplistan)                   | 8              |
| Suíça (Schweizer Hitparade)                  | 34             |

| País (Empresa)        | Certificação |
| --------------------- | ------------ |
| Austrália (ARIA)      | 2× Platina   |
| Estados Unidos (RIAA) | 1× Diamante  |
| Nova Zelândia (RMNZ)  | Platina      |

## Histórico de lançamento
| País           | Data                   | Formato           | Gravadora(s)              |
| -------------- | ---------------------- | ----------------- | ------------------------- |
| Estados Unidos | 24 de outubro de 2017  | Rádios mainstream | Warner Bros.              |
| Estados Unidos | 20 de novembro de 2017 | Rádios country    | Warner Bros., Big Machine |
| Itália         | 2 de fevereiro de 2018 | Rádios mainstream | Warner                    |